# USS Enterprise (CV-6)
La USS Enterprise (CV-6) fu la sesta portaerei della United States Navy e la settima nave a portare questo nome. Fu una portaerei classe Yorktown e una delle sole tre portaerei statunitensi messe in servizio prima della guerra a sopravvivere all'intero conflitto (le altre furono la Saratoga e la Ranger). Fu l'unica nave non appartenente alla Royal Navy britannica a ricevere la British Admiralty Pennant e partecipò a quasi ogni principale battaglia della guerra contro il Giappone, inclusa la battaglia delle Midway, delle Salomone Orientali (che la vide in grande difficoltà e colpita de ben tre bombe di bombardieri giapponesi), delle isole Santa Cruz, del mare delle Filippine e del golfo di Leyte, così come all'incursione aerea su Tokyo e a varie altre azioni aeronavali durante la campagna di Guadalcanal. Ha ottenuto 20 battle star, il numero più alto tra tutte le navi da guerra statunitensi che abbiano partecipato alla seconda guerra mondiale e fu chiaramente tra le principali partecipanti di ognuna di esse. È considerata da alcuni come la più gloriosa e decorata nave della storia navale degli Stati Uniti, rivaleggiata forse solo dalla fregata del XIX secolo USS Constitution.

## Storia

### Operazioni iniziali
Venne varata il 3 ottobre 1936 nei cantieri di Northrop Grumman Newport News, battezzata da Lulie Swanson, moglie del Segretario della Marina Claude A. Swanson, ed entrò in servizio il 12 maggio 1938 al comando del capitano Newton H. White, Jr.
Navigò verso sud in una crociera di prova che la portò a Rio de Janeiro, al suo ritorno operò lungo la costa est e nei Caraibi fin all'aprile del 1939 quando venne inviata nel Pacifico. Fece inizialmente base a San Diego e quindi a Pearl Harbor, addestrandosi insieme alle sue squadriglie da caccia e trasportando aerei tra le basi del Pacifico. Aveva appena completato una di queste missioni, consegnando il Marine Corps Fighter Squadron 211 all'Isola Wake il 2 dicembre 1941, e si stava dirigendo alle Hawaii quando il Giappone sferrò l'attacco di Pearl Harbor.

### Dopo Pearl Harbor
I suoi bombardieri-ricognitori arrivarono a Pearl Harbor durante l'attacco e sebbene sorpresi entrarono in azione in difesa della base navale, sei di essi vennero abbattuti dai giapponesi. Nel frattempo la portaerei organizzò i suoi rimanenti aerei in un'infruttuosa ricerca della forza di attacco giapponese. A dicembre rientrò a Pearl Harbor per rifornimenti e ripartì il mattino successivo per rimanere di pattuglia contro ulteriori attacchi contro le isole hawaiane. Il 10 dicembre un suo aereo affondò il sottomarino giapponese I-70 alle 23°45′N 155°35′W.
Nelle ultime due settimane di dicembre navigò con il suo gruppo a occidente delle Hawaii per fornire protezione, mentre altri due gruppi di portaerei fecero un tardivo tentativo di supportare l'isola Wake. Dopo un breve periodo di riposo a Pearl Harbor, partì con il suo gruppo l'11 gennaio 1942 per proteggere i convogli che rinforzavano Samoa. Il 1º febbraio la sua Task force affondò tre navi, ne danneggiò otto e distrusse numerosi aeroplani ed installazioni al suolo a Kwajalein, Wotje, e Maloelap nelle Isole Marshall. Mentre si ritirava a Pearl Harbor, i contrattacchi giapponesi le inflissero solo danni minori.
Nel mese successivo la sua task force navigò nel Pacifico centrale eliminando installazioni nemiche sulle isole Wake e Marcus, quindi ricevette riparazioni e modifiche minori a Pearl Harbor. L'8 aprile partì per incontrarsi con la Hornet e navigare insieme verso occidente per lanciare 16 bombardieri dell'esercito statunitense nel "Raid di Tokyo". Mentre i suoi aeroplani svolgevano una Combat Air Patrol ("Pattugliamento armato"), i B-25 vennero lanciati dalla Hornet il 18 aprile, e volarono indisturbati per i rimanenti 900 km che mancavano al bersaglio. La Task force, avvistata forse da un'imbarcazione di pattuglia che venne però subito affondata dall'incrociatore Nashville, invertì la rotta per ritornare a Pearl Harbor il 25 aprile.

### La battaglia delle Midway
Cinque giorni più tardi si diresse nel Pacifico del sud per rinforzare le portaerei statunitensi che operavano nel Mar dei Coralli, ma non riuscì ad arrivare in tempo per partecipare alla Battaglia del Mar dei Coralli. Rientrò quindi a Pearl Harbor il 26 maggio per essere sottoposta a intensive preparazioni per poter affrontare l'attacco giapponese alle Isole Midway in quella che divenne nota come la Battaglia delle Midway.
Il 28 maggio partì come nave ammiraglia del contrammiraglio Raymond Spruance, CTF-16, con l'ordine di "salvare Midway e infliggere il massimo danno al nemico mediante forti tattiche di attrito". Insieme all'Enterprise facevano parte del TF 17 la Hornet, sei incrociatori e 10 cacciatorpediniere. Il 30 maggio il TF 17, al comando del rear admiral Frank J. Fletcher a bordo della Yorktown con due incrociatori e sei cacciatorpediniere navigò per supportare il TF 16; quale ufficiale più anziano il rear admiral Fletcher divenne l'"Ufficiale in Comando Tattico".
La battaglia iniziò il mattino del 4 giugno 1942 quando quattro portaerei giapponesi inconsapevoli della presenza di forze statunitensi lanciarono un attacco contro le isole Midway. Tre ore dopo che la prima bomba era caduta sulle Midway gli aerei della Hornet colpirono la forza avversaria e 30 minuti più tardi anche quelli della Enterprise e Yorktown si unirono ad essi.
Entrambe le parti lanciarono nel corso della giornata attacchi contro le forze avversarie in quella che è oggi ricordata il momento in cui l'andamento della guerra del Pacifico cambiò a favore degli Stati Uniti. Le perdite statunitensi ammontarono all'affondamento della Yorktown e del cacciatorpediniere Hammann colpito da un siluro insieme alla Yorktown, e all'abbattimento di 113 aerei (61 di essi in combattimento). D'altro canto le perdite giapponesi furono molto più severe e consistettero di quattro portaerei, un incrociatore e 272 aerei. Gli aerei dell'Enterprise bombardarono le portaerei Sōryū e Akagi. l'Enterprise uscì illesa dal combattimento, tornando a Pearl Harbor il 13 giugno 1942.

### Operazioni nel Sud Pacifico
Dopo un mese di riposo e di lavori di revisione ripartì il 15 luglio 1942 per il sud pacifico dove si unì alla TF 61 per supportare gli sbarchi anfibi nelle Isole Salomone dell'8 agosto. Per le due successive settimane sorvegliò le linee di comunicazione marine a sudovest delle Salomone. Il 24 agosto venne avvistata una forte forza giapponese circa 400 km a nord di Guadalcanal e la TF 61 inviò aerei all'attacco. Nella conseguente battaglia delle Salomone Orientali venne affondata la portaerei leggera giapponese Ryūjō e le truppe giapponesi destinate a Guadalcanal furono forzate a ritirarsi.

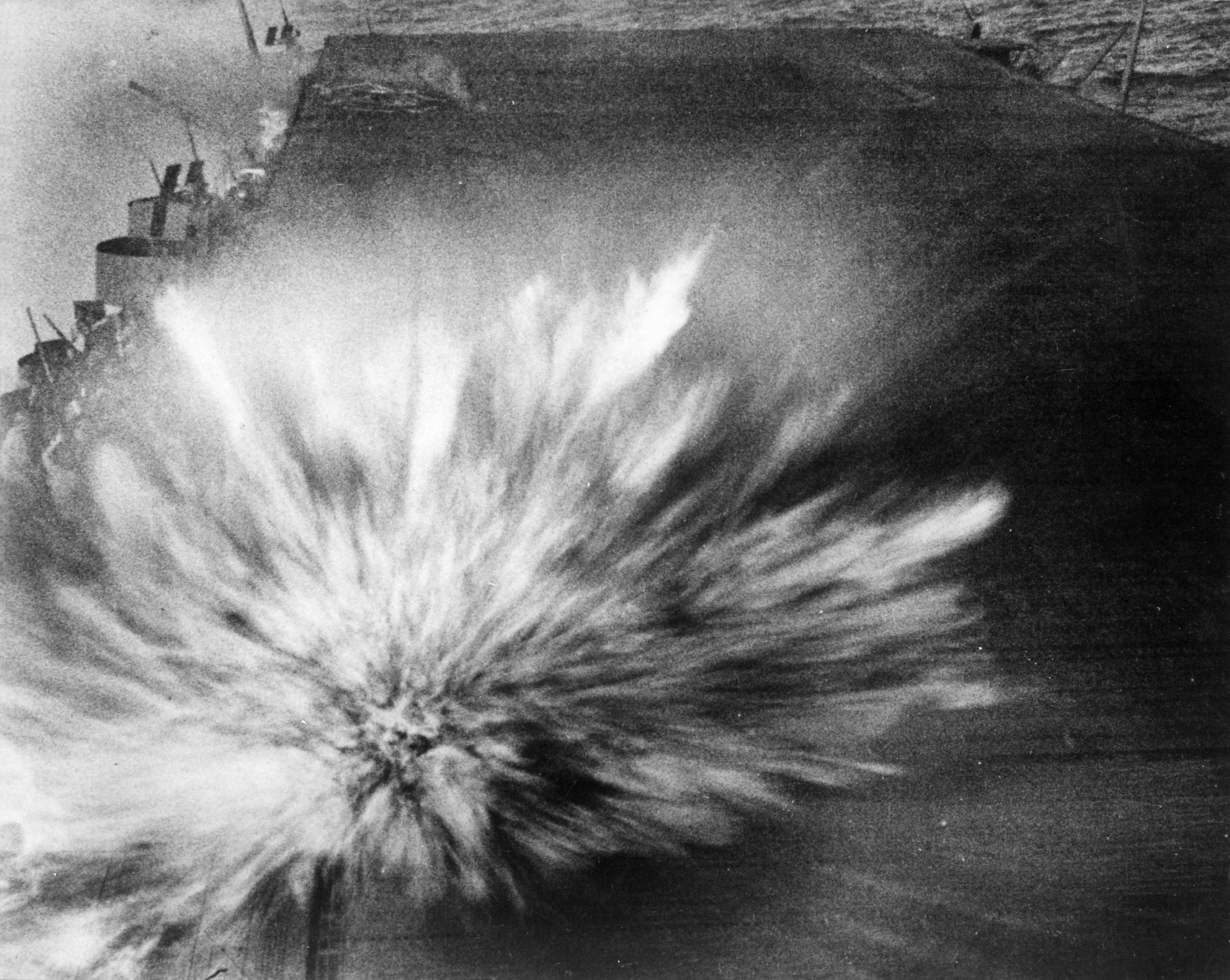
Bombardamento giapponese dell'Enterprise (24 agosto 1942). Secondo l'archivio originale dell'US Navy, il fotografo, Robert Fredric Read, morì mentre scattava questa immagine, ma in realtà Read era già deceduto poco prima dell'esplosione. La foto fu scattata, invece, dall'operatore Marion Riley che sopravvisse all'attacco.

l'Enterprise fu la nave statunitense più gravemente danneggiata, subendo tre centri diretti e quattro colpi vicini che uccisero 74 uomini e ne ferirono 95. Comunque le ben addestrate squadre di controllo danni e rapidi lavori di riparazione temporanea la misero in condizioni di rientrare alle Hawaii senza bisogno di essere trainata.
Dal 10 settembre al 16 ottobre 1942 venne sottoposta a riparazioni a Pearl Harbor, quindi partì nuovamente per il sud pacifico, dove con la Hornet formò la TF 61. Il 26 ottobre i suoi aerei localizzarono un gruppo di portaerei giapponesi iniziando la battaglia delle isole Santa Cruz. Gli aerei dell'Enterprise colpirono portaerei e incrociatori mentre essa veniva sottoposta a intensi attacchi. Colpita due volte da bombe perse 44 uomini ed ebbe 75 feriti.
Nonostante i seri danni subiti continuò l'azione prendendo a bordo un grande numero di aerei della Hornet quando questa dovette essere abbandonata. Sebbene le perdite statunitensi (una portaerei e un cacciatorpediniere) siano state più serie di quelle giapponesi (un incrociatore leggero) grazie ad essa fu comunque ottenuto tempo prezioso per rinforzare Guadalcanal contro il successivo attacco nemico.
Il 30 ottobre l'Enterprise entrò a Numea (Nuova Caledonia) per essere riparata ma un nuovo attacco giapponese contro le Salomone richiese la sua presenza e quindì ripartì l'11 novembre con a bordo squadre di riparazione della Vestal (AR-4) ancora al lavoro. Il 13 novembre i suoi aviatori aiutarono a finire la danneggiata nave da battaglia giapponese Hiei. Il 15 novembre 1942, al termine della Battaglia navale di Guadalcanal, l'Enterprise aveva partecipato all'affondamento di 16 navi e al danneggiamento di altre otto. La portaerei rientrò a Numea il 16 novembre per completare le sue riparazioni.
Ripartita ancora il 4 dicembre si addestrò al largo di Espiritu Santo, Nuove Ebridi, fino al 28 gennaio 1943 quando si diresse verso l'area delle Solomone. Il 30 gennaio i suoi caccia volarono in missione di scorta per un gruppo di incrociatori-cacciatorpediniere durante la Battaglia dell'isola di Rennell. Nonostante la distruzione di un grande numero di bombardieri giapponesi, la Chicago venne affondata da siluri lanciati da aerei.
Distaccata dopo la battaglia la portaerei arrivò a Espiritu Santo il 1º febbraio e per i successivi tre mesi operò da quella base, fornendo copertura alle forze di superficie statunitensi nelle Solomone. Si diresse quindi a Pearl Harbor, dove il 27 maggio l'ammiraglio Chester Nimitz presentò alla nave la prima Presidential Unit citation ottenuta da una portaerei. Il 20 luglio entrò nei cantieri navali dello stretto di Puget per lavori di revisione grandemente necessari.

### Ritorno in servizio
A metà novembre rientrò in azione fornendo supporto aereo ravvicinato agli sbarchi dei marines sull'atollo di Makin dal 19 al 21 novembre 1943. Nella notte del 26 novembre eseguì il primo attacco aereo notturno lanciato da portaerei nel Pacifico, quando una squadriglia di tre suoi caccia attaccò un grosso gruppo di bombardieri con base al suolo che stava attaccando il TG 50.2. Dopo un pesante attacco di aerei del TF 50 contro Kwajalein il 4 dicembre ritornò a Pearl Harbor il 9 dicembre.
L'operazione successiva della portaerei fu con il TF 58 nell'ammorbidire le Isole Marshall e nel supportare gli sbarchi sul Kwajalein, dal 29 gennaio al 3 febbraio 1944. Quindi si diresse il 17 febbraio, sempre con il TF 58, ad attaccare la base navale giapponese di Truk nelle Isole Caroline. Una volta ancora stabilì un record lanciando il primo attacco notturno guidato dal radar lanciato da una portaerei statunitense. I 12 aerosiluranti della sua forza d'attacco ottennero un eccellente risultato, affondando quasi un terzo delle 200.000 tonnellate di naviglio distrutte dagli aerei della task force.
Distaccata dal TF 58, l'Enterprise lanciò raid contro l'Atollo Jaluit il 20 febbraio, quindi si diresse a Majuro e a Espiritu Santo. Navigando con il TG 36.1 fornì copertura aerea e supporto ravvicinato al suolo agli sbarchi sull'isola Emirau (19 - 25 marzo). Si riunì quindi al TF 58 il 26 marzo e per i successivi 12 giorni si unì in una serie di duri attacchi contro le isole Yap, Ulithi, Woleai e Palau. Dopo una settimana di riposo e rifornimenti a Majuro, ripartì il 14 aprile per supportare gli sbarchi nell'area di Hollandia in Nuova Guinea, quindi attaccò nuovamente Truk il 29-30 aprile.
Il 6 giugno 1944 con le altre unità della TG 58.3 partì da Majuro per attaccare con il resto del TF 58 le isole Marianne. Attaccando Saipan, Rota, e Guam tra l'11 giugno e il 14 giugno i suoi piloti fornirono supporto diretto agli sbarchi su Saipan del 15 giugno e coprirono le truppe a terra per i successivi due giorni.
Consapevole di un importante tentativo giapponese di fermare l'invasione di Saipan, l'ammiraglio Spruance, ora comandante della 5ª Flotta, posizionò il TF 58 per affrontare questa minaccia.

### La battaglia del Mare delle Filippine
Il 19 giugno 1944 si svolse la battaglia del Mare delle Filippine, il più grande scontro tra portaerei della storia. Per oltre otto ore gli aviatori delle marine statunitensi e giapponesi si diedero battaglia nei cieli sopra il TF 58 e le Marianne. Alla fine della giornata si delineò una vittoria statunitense e con gli ultimi attacchi contro la flotta giapponese del 20 giugno il trionfo fu completo. Sei navi statunitensi erano state danneggiate ma 3 portarerei giapponesi (Hiyo, Shokaku e Taiho) erano state affondate e 426 aerei giapponesi imbarcati distrutti. L'aviazione della marina giapponese non si riprese mai da questo colpo.
A battaglia finita l'Enterprise continuò a supportare la campagna di Saipan fino al 5 luglio, quindi partì per Pearl Harbor dove rimase per un mese di riposo e di revisione. Ritornò in zona di operazioni il 24 agosto navigando con la forza di assalto aerea del TF 38 contro le isole Bonin dal 31 agosto al 2 settembre, e contro Yap, Ulithi e le Palau dal 6 all'8 settembre.

### La battaglia del Golfo di Leyte
Dopo aver operato ad ovest delle isole Palau il 7 ottobre si unì ad altre unità del TF 38 e si diresse verso nord. Dal 10 al 20 ottobre i suoi piloti attaccarono Okinawa, Formosa e le Filippine, colpendo aeroporti nemici, installazioni costiere e naviglio in preparazione per l'assalto all'isola di Leyte. Dopo aver supportato gli sbarchi a Leyte del 20 ottobre si diresse a Ulithi per rifornirsi, ma l'avvicinarsi della flotta giapponese il 23 ottobre la costrinse a ritornare in azione .
Nella battaglia del Golfo di Leyte (23 - 26 ottobre) i suoi aerei colpirono tutti e tre i gruppi di forze nemiche, danneggiando navi da battaglia e cacciatorpediniere fino al termine dell'azione. Rimase di pattuglia ad est di Samar e Leyte fino alla fine di ottobre, quindi si ritirò a Ulithi per rifornimenti. Durante novembre i suoi aeroplani colpirono bersagli nell'area di Manila e sull'isola di Yap. Ritornò a Pearl Harbor il 6 dicembre 1944

### Iwo Jima, Okinawa e l'attacco kamikaze

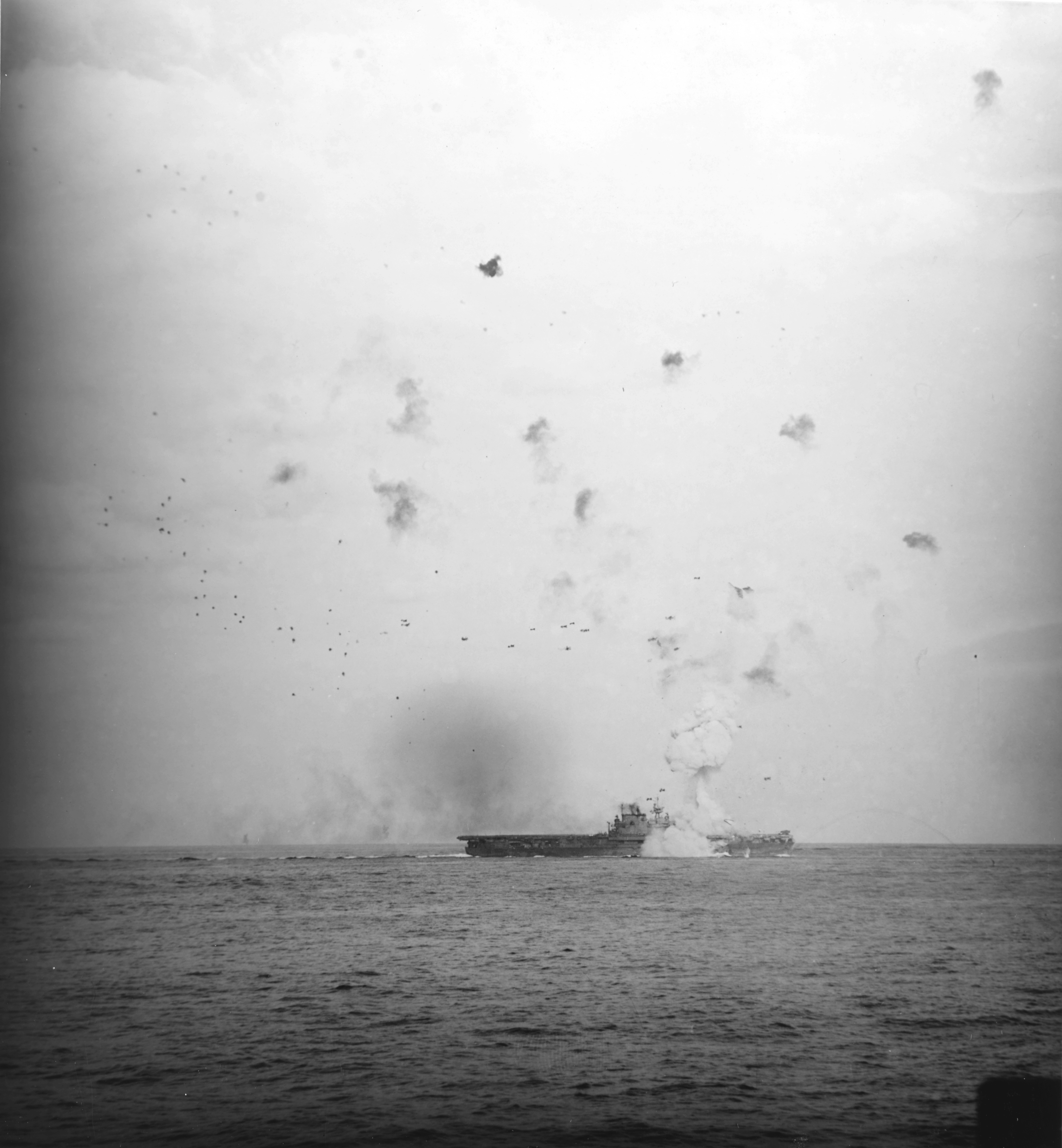
Esplosione di un kamikaze sul ponte dellEnterprise, l'ascensore anteriore venne scagliato circa 200 metri in aria dalla forza dell'esplosione. Foto scattata dalla corazzata.

Navigò verso l'area delle Filippine il 24 dicembre con a bordo un gruppo aereo specialmente addestrato in operazioni notturne su portaerei. Si unì al TG 38.5 e spazzò le acque a nord di Luzon e del Mar della Cina durante il gennaio 1945, colpendo bersagli costieri e naviglio da Formosa fino all'Indocina (operazione Gratitude). Dopo una breve visita a Ulithi si unì al TG 58.5 il 10 febbraio 1945 e fornì pattuglie aeree notte e giorno per il TF 58 mentre questo colpiva Tokyo il 16 e 17 febbraio.
Supportò quindi i marines nella battaglia di Iwo Jima dal giorno degli sbarchi, il 10 febbraio fino al 9 marzo quando si diresse a Ulithi. Durante parte di questo periodo mantenne costantemente suoi aerei sopra Iwo Jima per 174 ore. Il 22 febbraio, il terzo giorno della battaglia, i suoi aerei furono vittima di un episodio di fuoco amico: nel tardo mattino la portaerei lanciò otto aerosiluranti Grumman TBF Avenger alla ricerca di altrettanti velivoli della USS Saratoga; alla fine della ricerca due di loro sbucarono dalle nubi a 130 metri proprio sopra la Quinta Flotta venendo scambiati per kamikaze. Entrambi vennero abbattuti da un uragano di fuoco e l'equipaggio dell'Avenger del comandante della squadriglia VT(N)-90, tenente C. B. Collins, risultò disperso.
Partendo da Ulithi il 15 marzo continuò nei suoi raid notturni contro il Kyūshū, Honshū ed il naviglio del Mare Interno del Giappone. Danneggiata leggermente da una bomba nemica il 18 marzo entrò sei giorni più tardi a Ulithi per riparazioni.
Ritornò in azione il 5 aprile fornendo supporto nella battaglia di Okinawa fino a che non venne danneggiata nuovamente l'11 aprile, stavolta da un aereo kamikaze e forzata nuovamente a Ulithi. Una volta ancora al largo di Okinawa il 6 maggio tenne in volo costantemente pattuglie contro il crescente pericolo degli attacchi suicidi. Il 14 maggio 1945, dopo essere divenuta da pochi giorni la nave ammiraglia del comandante della Task force 58, ammiraglio Marc Mitscher, venne nuovamente danneggiata da un aereo kamikaze impegnato in un'operazione Kikusui, che distrusse l'ascensore anteriore, uccise 14 uomini e ne ferì altri 34. La nave navigò per riparazioni ai cantieri navali dello stretto di Puget, arrivando il 7 giugno e si trovava ancora lì il 15 agosto 1945, giorno della vittoria sul Giappone.

### Operazione Magic Carpet
Riportata in piena operatività l'Enterprise si diresse a Pearl Harbor e ritornò negli Stati Uniti con circa 1.100 soldati in congedo, quindi si recò a New York, arrivando il 17 ottobre 1945. Due settimane più tardi proseguì per Boston dove vennero installati ulteriori alloggi ed iniziò una serie di viaggi in Europa nell'ambito dell'Operazione Magic Carpet, riportando più di 10.000 veterani negli Stati Uniti.

### La fine dellaBig E
Entrò nei cantieri navali di New York il 18 gennaio 1946 per la disattivazione e venne radiata il 17 febbraio 1947. Nonostante numerosi tentativi di preservarla come museo/memoriale gli sforzi per raccogliere i fondi necessari ad acquistarla dalla marina fallirono e perciò venne venduta il 1º luglio 1958 alla Lipsett Corporation di New York per essere smantellata a Kearny nel New Jersey. La promessa di salvare il suo caratteristico albero tripode per includerlo nel nuovo stadio di football della Naval Academy non venne mantenuta (una placca venne installata alla base di quella che viene ancora chiamata Enterprise Tower). Lo smantellamento fu completato nel maggio 1960.
Nel 1984 le venne dedicata una mostra permanente nel Naval Aviation Museum, della Pensacola Naval Air Station in Florida, in cui sono esposti artefatti oggetti di manifattura artigianale, foto e altri oggetti di interesse storico.
Altri artefatti dell'Enterprise rimasti includono: la campana della nave situata nella US Naval Academy, dove viene tradizionalmente suonata in caso di vittoria degli aspiranti guardiamarina contro West Point; la placca con il nome - pesante una tonnellata - che si trova vicino al parco Little League a River Vale nel New Jersey; una delle ancore, in mostra al Washington Navy Yard di Washington. Diversi altri artefatti e ricordi sono tenuti a bordo della USS Enterprise (CVN-65).
Oltre alle sue Presidential Unit Citation ha ricevuto anche la Navy Unit Commendation e 20 battle star per il suo servizio nella seconda guerra mondiale.